# Megaselia latior
Megaselia latior är en tvåvingeart som beskrevs av Schmitz 1936. Megaselia latior ingår i släktet Megaselia och familjen puckelflugor. Arten är reproducerande i Sverige. Inga underarter finns listade i Catalogue of Life.